# Glassbodammen
Glassbodammen är en sjö i Hylte kommun i Halland och ingår i Nissans huvudavrinningsområde. Sjön har en area på 0,0756 kvadratkilometer och ligger 94,7 meter över havet.

## Delavrinningsområde
Glassbodammen ingår i det delavrinningsområde (631811-133973) som SMHI kallar för Utloppet av Glassbodammen. Medelhöjden är 109 meter över havet och ytan är 0,8 kvadratkilometer. Räknas de 137 avrinningsområdena uppströms in blir den ackumulerade arean 1 763,44 kvadratkilometer. Avrinningsområdets utflöde Nissan mynnar i havet. Avrinningsområdet består mestadels av skog (85 procent). Avrinningsområdet har 0,06 kvadratkilometer vattenytor vilket ger det en sjöprocent på 7,7 procent.